# Aphelinoidea
Aphelinoidea é um género de vespas pertencentes à família Trichogrammatidae.
O género quase alcançou a distribuição cosmopolita.

## Espécies
Espécies:
- Aphelinoidea accepta Girault, 1938
- Aphelinoidea anatolica Novicky, 1936
- Aphelinoidea bischoffi (Novicky, 1946)